# Aksel Jørgensen
Aksel Jørgensen (1883–1957) fue un pintor y grabador en madera danés. También es recordado por sus años como profesor en la Royal Danish Academy, donde instruyó a muchos de los ilustradores más exitosos de Dinamarca.

## Biografía
Como talento natural, Jørgensen asistió a la escuela de arte privada de Frede Aamodt (1905–06) donde conoció a Carl Jensen y Vilhelm Wils. Expuso con De Tretten en 1909, presentando sus temas preferidos de prostitutas y los indigentes que viven en edificios condenados en los barrios más pobres de Copenhague, atrayendo la atención de la prensa. También destacó por sus grabados, caracterizados por grandes áreas de luz y sombra y por su uso del grano de la madera, como en su retrato del escritor Jens Pedersen (1908). Junto con Storm P., fundó la revista satírica Gnisten (1908), aportando sus propios bocetos. En 1941, recibió la Medalla Thorvaldsen por su Prostitución.
Desde 1909 hasta 1914, Jørgensen trabajó en una gran serie de obras que ilustran la vida y poesía de Holger Drachmann para la posada Drachmann en Frederiksberg. Produjo no menos de 29 grabados en madera durante el período, algunos con colores en múltiples capas. El coleccionista de arte Christian Tetzen-Lund encargó un gran grupo de sus obras, entonces caracterizadas por Rembrandt y, cada vez más, por el impresionismo, inspiradas en su estudio de Cézanne. Trabajó durante sus viajes en 1910. A partir de 1920, se concentró en la composición y la perspectiva, desarrollando el uso del color para bodegones y pinturas de figuras. Las series importantes incluyeron trabajos para el dormitorio estudiantil Studentergården (1921–23), el cine Vesterbros Bio (1942) y el Arbejdermuseet (1955). Su proyecto más extenso consistió en unas 50 ilustraciones para Nordens Guder de Adam Oehlenschläger, publicadas en 1929. Le llevó muchos años realizar los grabados en madera y varios de sus alumnos participaron en el trabajo técnico. El trabajo tuvo una recepción mixta, pero fue complementado por el puntillista francés Paul Signac. También completó una amplia gama de retratos, incluido el del político Frederik Borgbjerg (1949). En 1935, se convirtió en miembro de Den Frie Udstilling, un foro de exhibición alternativo.

## Carrera docente
Los talentos de Aksel Jørgensen como profesor eran desconocidos cuando le ofrecieron un puesto como profesor en la Academia en 1920, que conservó hasta 1953. Alentó a sus estudiantes a tener en cuenta las tendencias en toda Europa, insistiendo en la importancia de las líneas y figuras geométricas. Prestó especial atención a la composición y perspectiva basada en el estudio cuidadoso de la naturaleza. También organizó exposiciones itinerantes para escuelas danesas.

## Evaluación
Jørgensen jugó un papel importante en el desarrollo del estado del trabajo gráfico en Dinamarca. Fue él quien tomó la iniciativa de integrar la escuela de gráficos como parte de la Real Academia Danesa de Bellas Artes y fue su trabajo el que atrajo a importantes ilustradores como Henry Heerup, Richard Mortensen, Ib Spang Olsen y muchos otros. Su obra gráfica es notable tanto técnica como artísticamente.

## Literatura
- Andersen, Troels; Jørgensen, Aksel (2002). Aksel Jørgensen: liv og kunst (en danés). Borgen. ISBN 978-87-21-02026-2.

- Datos: Q5896262
- Multimedia: Aksel Jørgensen / Q5896262